# Frédéric Bluche
Pour les articles homonymes, voir Bluche.
Frédéric Bluche, né le 30 juin 1950 à Paris et mort le 3 janvier 2024 dans la même ville, est un historien français du droit, de la Révolution française et du Premier Empire.

## Biographie
Né en 1950, Frédéric Bluche est le fils de François Bluche, avec qui il partage, selon Christian Amalvi, une « même passion pour l'histoire ».
Il dirige cinq thèses, et est membre du jury pour deux thèses. Frédéric Bluche a notamment dirigé la publication Le prince, le peuple, et le droit (Puf, « Léviathan », 2000). Rédacteur de plusieurs articles historiques de l’Encyclopædia Universalis.
Docteur en histoire du droit (1978), il enseigne cette discipline à l'université Paris-II Panthéon Assas, où il est maître de conférences.
Il meurt à Paris le 3 janvier 2024 à 73 ans.

## Ouvrages
- Le Plébiscite des Cent-Jours (avril-mai 1815), Genève/Paris, Droz/Minard/Champion, coll. « Hautes études médiévales et modernes » (no 21), 1974, XVI + 149 (BNF 34559879).
- Le Bonapartisme : aux origines de la droite autoritaire, 1800-1850, Paris, Nouvelles éditions latines, 1980, 366 p. (ISBN 2-7233-0104-4, lire en ligne).
- Le Bonapartisme, Paris, Presses universitaires de France, coll. « Que sais-je ? » (no 1 980), 1981, 127 p. (ISBN 2-13-037173-6).
- Avec Jean Barbey et Stéphane Rials, Lois fondamentales et succession de France, Paris, Diffusion-Université-Culture, coll. « Cahiers DUC » (no 3), 1984, 46 p. (BNF 34774606).
- Danton, Paris, Perrin, 1984, 493 + 16 (ISBN 2-262-00331-9).
- Septembre 1792 : logiques d'un massacre, Paris, Robert Laffont, coll. « Les Hommes et l'Histoire », 1986, 268 p. (ISBN 2-221-04523-8).
- Chronique du royaume d'Harkhanie : roman, Paris, Julliard, 1988, 241 p. (ISBN 2-260-00537-3)  — roman.
- Dir. avec Stéphane Rials, Les Révolutions françaises : les phénomènes révolutionnaires en France, du Moyen âge à nos jours, Paris, Fayard, 1989, 500 p. (ISBN 2-213-02274-7).
- Avec Stéphane Rials et Jean Tulard, La Révolution française, Paris, Presses universitaires de France, coll. « Que sais-je ? » (no 142), 1989, 125 p. (ISBN 2-13-042480-5).
- Les Mémoires secrets d'Alexandre, Paris, Le Rocher, 1999, 191 p. (ISBN 2-268-03092-X).
- Dir., Le prince, le Peuple et le Droit : autour des plébiscites de 1851 et 1852, Paris, Presses universitaires de France, coll. « Léviathan », 2000, 318 p. (ISBN 2-13-050511-2).
- Manuel d'histoire politique de la France contemporaine, Paris, Presses universitaires de France, coll. « Droit fondamental : manuels », 2001, 289 p. (ISBN 2-13-052283-1).

## Prix
- Prix Broquette-Gonin 1985 pour Danton[7].